# Flagami
Flagami è un quartiere residenziale di Miami, nella Contea di Miami-Dade della Florida, negli Stati Uniti d'America, e rappresenta la parte più occidentale della città.
Il nome è una parola composta dai nomi Flagler e Tamiami. L'area della zona è di 16,52 km2 e la popolazione nel 2010 di 50.834 abitanti.

## Geografia
Il quartiere di Flagami è grossolanamente limitato a sud ed est dal Tamiami Canal, a nord dal Tamiami Trail (U.S. Route 41/South Eighth Street) e ad ovest dalla Red Road (Florida State Road 959/West 57th Avenue), attraversata da Flagler Street.

All'interno del quartiere si trovano i distretti di:
- Alameda: si trova nella parte occidentale di Flagami, lungo il Tamiami Canal. Si estende approssimativamente a nord della SW 8th Street e di Coral Gables, a sud della NW 7th Street, tra la 22nd Avenue e la 57th Avenue.[4]
- Fairlawn: si estende dalla NW 7th Street verso sud alla SW 24th Street e dalla Florida Blvd verso ovest alla SW 57th Avenue. Include gran parte della zona occidentale di Flagami.

A Flagami si considera associato anche Grapeland Heights, che si trova a nord di West Flagler.

## Società
Nel 2000 Flagami aveva una popolazione di 59.474 residenti, con 13,896 nuclei famigliari e 10.141 famiglie. Il reddito familiare medio era di $26,641.30. La composizione razziale del quartiere era per il 90.08% di ispanici o latini, 1.85% di persone di colore, 7.68% di bianchi e 0.36% di altre razze.
La percentuale di persone che parlavano male o non parlavano inglese era del 44.4%. La percentuale dei nati in Florida del 17.3%, quella dei nati in altri stati USA del 4.7%, la percentuale dei residenti nati non negli USA del 1.6%, mentre la percentuale degli stranieri del 76.4%.

## Economia
Il mercato immobiliare è un misto di appartamenti economici e case singole o bifamiliari. Nel quartiere si trovano molti centri commerciali frequentati dai residenti, mentre diversi club attraggono clienti da tutta Miami.